# Angustias (nombre)
Angustias es un nombre propio femenino de origen latino en su variante en español. Su significado es "dolores, pesares".

## Santoral
15 de septiembre: Nuestra Señora de las Angustias.

## Variantes
| Variantes en otras lenguas | Variantes en otras lenguas |
| -------------------------- | -------------------------- |
| Español                    | Angustias                  |
| Catalán                    | Angoixes                   |
| Euskera                    | Atsegabe                   |
| Gallego                    | Angustia                   |
| Portugués                  | Angústia                   |